# DCAF8
DCAF8 (англ. DDB1- and CUL4-associated factor 8) – білок, який кодується однойменним геном, розташованим у людей на 1-й хромосомі. Довжина поліпептидного ланцюга білка становить 212 амінокислот, а молекулярна маса — 23 519.
| 10         |  | 20         |  | 30         |  | 40         |  | 50         |
| ---------- |  | ---------- |  | ---------- |  | ---------- |  | ---------- |
| MSSKGSSTDG |  | RTDLANGSLS |  | SSPEEMSGAE |  | EGRETSSGIE |  | VEASDLSLSL |
| TGDDGGPNRT |  | STESRGTDTE |  | SSGEDKDSDS |  | MEDTGHYSIN |  | DENRVHDRSE |
| EEEEEEEEEE |  | EEQPRRRVQR |  | KRANRDQDSS |  | DDERALEDWV |  | SSETSALPRP |
| RWQALPALRE |  | RELGSSARFV |  | YEACGARVFV |  | QRFRLQHGLE |  | GHTGCVNTLH |
| FNQRGTWLAS |  | GS         |  |            |  |            |  |            |

A: Аланін

C: Цистеїн

D: Аспарагінова кислота

E: Глутамінова кислота

F: Фенілаланін

G: Гліцин

H: Гістидин

I: Ізолейцин

K: Лізин

L: Лейцин

M: Метіонін

N: Аспарагін

P: Пролін

Q: Глутамін

R: Аргінін

S: Серин

T: Треонін

V: Валін

W: Триптофан